# D. L. Hughley
Darryl Lynn Hughley dit D. L. Hughley est un acteur, scénariste et producteur américain, né le 6 mars 1963 à Los Angeles (États-Unis).

## Biographie

### Vie privée

#### Famille
Darryl et sa femme, LaDonna, ont deux filles, Ryan et Tyler, et un fils, Kyle. Darryl a évoqué à plusieurs reprises le syndrome d'Asperger de son fils.
Le 9 novembre 2017, Darryl a donné une interview sur le podcast Lipservice d'Angela Yee (en) dans laquelle il a décrit avoir eu une liaison au début de son mariage et de sa carrière. Sa maîtresse était tombée enceinte et avait un fils ; le nourrisson a été secoué à mort par le petit ami de sa mère.

#### Santé
Le 19 juin 2020, Darryl s'est effondré alors qu'il se produisait dans un club de Nashville, Tennessee ; la cause signalée était l'épuisement. Des tests ultérieurs ont révélé qu’il était positif au COVID-19.

## Filmographie

### Cinéma
- 1999 : Inspecteur Gadget (Inspector Gadget) : Gadgetmobile (Voix)
- 2001 : The Brothers : Derrick West
- 2003 : Inspecteur Gadget 2 (Inspector Gadget 2) (Vidéo) : Gadgetmobile (Voix)
- 2003 : Bomba Latina (Chasing Papi) : Rodrigo
- 2003 : Scary Movie 3 de David Zucker : John Wilson
- 2004 : Soul Plane : Johnny
- 2005 : Shackles : Ben Cross
- 2006 : Cloud 9 : Tenspot
- 2006 : The Adventures of Brer Rabbit (Vidéo) : Brer Fox (Voix)
- 2008 : Spy School : Albert
- 2011 : Cat Run : Dexter

### Télévision
- 1995 : Le Prince de Bel-Air (The Fresh Prince of Bel-Air) (série télévisée) : Keith Campbell
- 1995 : Double Rush (série télévisée) : Marlon
- 1997 : Sister, Sister (série télévisée) : Hank
- 1998 - 2002 : The Hughleys (série télévisée) : Darryl Hughley
- 2001 : Les Parker (série télévisée) : Darryl Hughley
- 2003 : Scrubs (série télévisée) : Kevin Turk
- 2006 - 2007 : Studio 60 on the Sunset Strip (série télévisée) : Simon Stiles
- 2010 : Hawaii 5-O (série télévisée) : un détenu
- 2010 : Glory Daze (série télévisée) : Coach Franklin
- 2011 : Untitled Allan Loeb Project (Téléfilm) : Biggs
- 2016 : Heartbeat (série télévisée) : Dr Hackett

### Scénariste
- 2005 : Weekends at the DL (série télévisée)

### Producteur
- 1999 : D.L. Hughley: Goin' Home (Téléfilm)